# Direction Générale de la Statistique
Die Direction Générale de la Statistique (DGS) ist die für öffentliche Statistikaufgaben zuständige Behörde des zentralafrikanischen Staates Gabun. Der Sitz befindet sich in Libreville. Sie untersteht dem Ministère de l’Economie et de la Relance (etwa: „Ministerium für Wirtschaft und Wiederaufbau“).
Die Gründung des statistischen Dienstes von Gabun erfolgte im Jahre 1977 mit der Bezeichnung Direction Générale de la Statistique et des Etudes Economiques, DGSEE (Generaldirektion für Statistik und Wirtschaftsstudien). Im Oktober 2011 wurde sie in Direction Générale de la Statistique (DGS) umbenannt. Dafür ist auch die Bezeichnung Institut National de la Statistique (INS) im Gebrauch.

## Aufgaben
Die Behörde führt die Volkszählungen, die Koordinierung der statistischen Tätigkeit auf nationaler Ebene sowie thematischen Untersuchungen in Gabun durch. Volkszählungen gab es in den Jahren 1960, 1970, 1980, 1993, 2003 und 2013. Die letzten drei erfüllten die Anforderungen der Empfehlungen der Vereinten Nationen zur Durchführung im Zeitintervall von 10 Jahren.

## Rechtsgrundlagen
- Gesetz Nr. 015/2014, Gesetz über die Einrichtung und Organisation des nationalen statistischen Systems[2]
- Dekret Nr. 00718/PR/MPAT vom 31. Mai 1983, Erweiterung der Kompetenzen der Statistikstelle im ehemaligen Ministère de la Planification et de l’Aménagement du Territoire (Ministerium für Planung und Raumordnung)[2]

## Generaldirektoren
- Francis Thierry Tiwinot (seit 2009),[1] Stellvertreter: Paolo Yves Ovono

## Periodika
- Annuaire statistique (Statistischer Jahresbericht)
- Indice Harmonisé des Prix à la Consommation (IHPC), monatlicher Bericht zum Verbraucherpreisindex[4]
- Bulletin Trimestriel des Statistiques du Commerce Extérieur du Gabon, Quartalbericht über Wirtschaftsdaten[5]